# Kolo (Tanzania)
Kolo è una circoscrizione (ward) della Tanzania situata nel distretto urbano di Kondoa, regione di Dodoma. Conta una popolazione di 5 649 abitanti (censimento 2022).